# Мирослава Васиљевић Дробни
Мирослава Васиљевић Дробни (Београд, 6. новембар 1930) српски је музички педагог и универзитетски професор.

## Биографија

### Студије
Дипломирала је на наставничком одсеку Музичке академије у Београду 1954. године.

### Каријера
Педагошку каријеру започела је у музичким и основним школама у Београду. На Музичкој академији у Београду, радила је од предавача до редовног професора у пероду од 1964. до 1996. године.
Важан аспект њеног деловања представља и ангажман у Школи за таленте у Ћуприји од 1973. до 1990. године.
Сарађивала је са Факултетом драмских уметности од 1981. до 1983. Београду и Учитељским факултетом од 1995. до 1997 у Београду.

#### Настава солфеђа
Бавила се различитим елементима наставе солфеђа(''Функционална метода Миодрага А. Васиљевића", Научни скуп делатности Миодрага Васиљевића, Бг 1983), музичког васпитања (Нотно певање по методи Миодрага А. Васиљевића, Бг 1996) и рада са дечјим ансамблима (''Импровизација као средство за развијања музикалности код деце'', Савремени акорди, 1958).

## Дела
Њене најзначајније књиге су уџбеници :
- Једногласни мелодијски диктат (Београд, 1986), који сведочи о искуству рада на диктатима са полазницима Школе за таленте из Ћуприје
- Мелодика II (Београд, 1999), збирка етида са алтерацијама и модулацијама за универзитетски ниво образовања.

Као коаутор објавила је :
- Двогласни солфеђо (и З. Васиљевић, у Београду 1964)
- Ритмичке етиде-хетерометрија (и И. Дробни, Бг 1995)

Три књиге обијавила је са В. Кршић Секулић и Љ. Пантовић:
- Алт кључ (Београд, 1985)
- Промене кључева (Београд, 1986)
- Збрика примера за солфеђо- алт и тенор кључ (Београд, 1991).[1]